# 2582 Harimaya-Bashi
2582 Harimaya-Bashi је астероид главног астероидног појаса са пречником од приближно 28,87 .
Афел астероида је на удаљености од 3,410 астрономских јединица (АЈ) од Сунца, а перихел на 2,988 АЈ.
Ексцентрицитет орбите износи 0,065, инклинација (нагиб) орбите у односу на раван еклиптике 18,148 степени, а орбитални период износи 2090,190 дана (5,722 година).
Апсолутна магнитуда астероида је 10,50 а геометријски албедо 0,133.
Астероид је откривен 26. септембра 1981. године.